# Departure (álbum)
Departure es el sexto álbum de estudio de Journey, publicado en 1980 por Columbia Records.
Se transformó en el disco más exitoso de la banda hasta ese momento, incluyendo el hit-single "Any Way You Want It".
El álbum fue relanzado en CD en 1986, en EE. UU. y Europa.

## Canciones
1. Any Way You Want It – 3:21
2. Walks Like a Lady – 3:16
3. Someday Soon – 3:31
4. People and Places – 5:04
5. Precious Time – 4:49
6. Where Were You – 3:00
7. I'm Cryin' – 3:42
8. Line of Fire – 3:05
9. Departure – 0:37
10. Good Morning Girl – 1:44
11. Stay Awhile – 2:48
12. Homemade Love – 2:53

## Personal
- Steve Perry - voz
- Neal Schon - guitarras, voz
- Gregg Rolie - teclados, armónica, voz
- Ross Valory - bajo, coros
- Steve Smith - batería